# Statue de Charles de Lorraine
La statue de Charles de Lorraine est une statue érigée sur la place du Musée à Bruxelles (Belgique) à la gloire de Charles de Lorraine (ou plus précisément Charles Alexandre de Lorraine), gouverneur général des Pays-Bas autrichiens de 1741 à 1780.

## Historique
Fils cadet du duc Léopold Ier de Lorraine et de la duchesse née Élisabeth-Charlotte d'Orléans, le prince Charles Alexandre de Lorraine était le frère du duc François III qui dut échanger la Lorraine et le Barrois contre la Toscane en 1736 et épousa la même année l'archiduchesse Marie-Thérèse d'Autriche (1717-1780), héritière des possessions de la Maison d'Autriche. Charles-Alexandre fut nommé gouverneur des Pays-Bas autrichiens en 1741. En 1744, il épousa l'archiduchesse Marie-Anne d'Autriche sœur unique de Marie-Thérèse, qui mourut en couches en décembre de la même année. Tout en conservant sa fonction, il fut nommé Grand-maître de l'Ordre Teutonique. Général malheureux, il fut certainement l'un des gouverneurs les plus populaires ce qui explique la raison d'être de la statue que ses sujets voulurent lui élever de son vivant.

### La première statue (Verschaffelt, 1775)
La première statue de Charles de Lorraine se dressait au centre de la place Royale, à l'endroit où se trouve maintenant la statue de Godefroid de Bouillon.
Quand le magistrat de Bruxelles et les États de Brabant décidèrent, en 1769, l'érection d'une statue en bronze de Charles de Lorraine pour le vingt-cinquième anniversaire de sa régence, on voulut d'abord en confier l'exécution à Laurent Delvaux mais ce dernier ne consentit qu'à fournir I'effigie en bronze.
On fit alors appel sculpteur gantois Pierre-Antoine Verschaffelt (Pieter-Antoon Verschaffelt, 1710-1793), sculpteur à la cour du prince-électeur Charles-Théodore de Dalberg à Mannheim.
La statue fut réalisée par Verschaffelt en 1774-1775,, offerte au gouverneur par les États du Brabant à l'occasion du jubilé de son gouvernement et inaugurée le 17 janvier 1775.
Cette statue pédestre représente Charles de Lorraine en empereur romain, c'est-à-dire en chef d'armée et déroge au modèle de la statue équestre traditionnellement en usage sur les places royales françaises du XVIIIe siècle : le prince ne se présente pas en général vainqueur mais met plutôt l'accent sur ses compétences à assurer un bon gouvernement, ce qui peut s'expliquer par les défaites militaires essuyées à cette époque par l'Autriche et par Charles de Lorraine.
La statue est renversée le 13 janvier 1793 par les révolutionnaires français et rétablie le 24 mars 1793 lorsque les Autrichiens reprennent Bruxelles aux Français.
Mais, en 1794, les Pays-Bas autrichiens sont repris par les Français : la place Royale est rebaptisée place de la Liberté et la statue de Charles de Lorraine est à nouveau renversée, fondue et remplacée par un arbre de la Liberté jusqu'en 1814,.

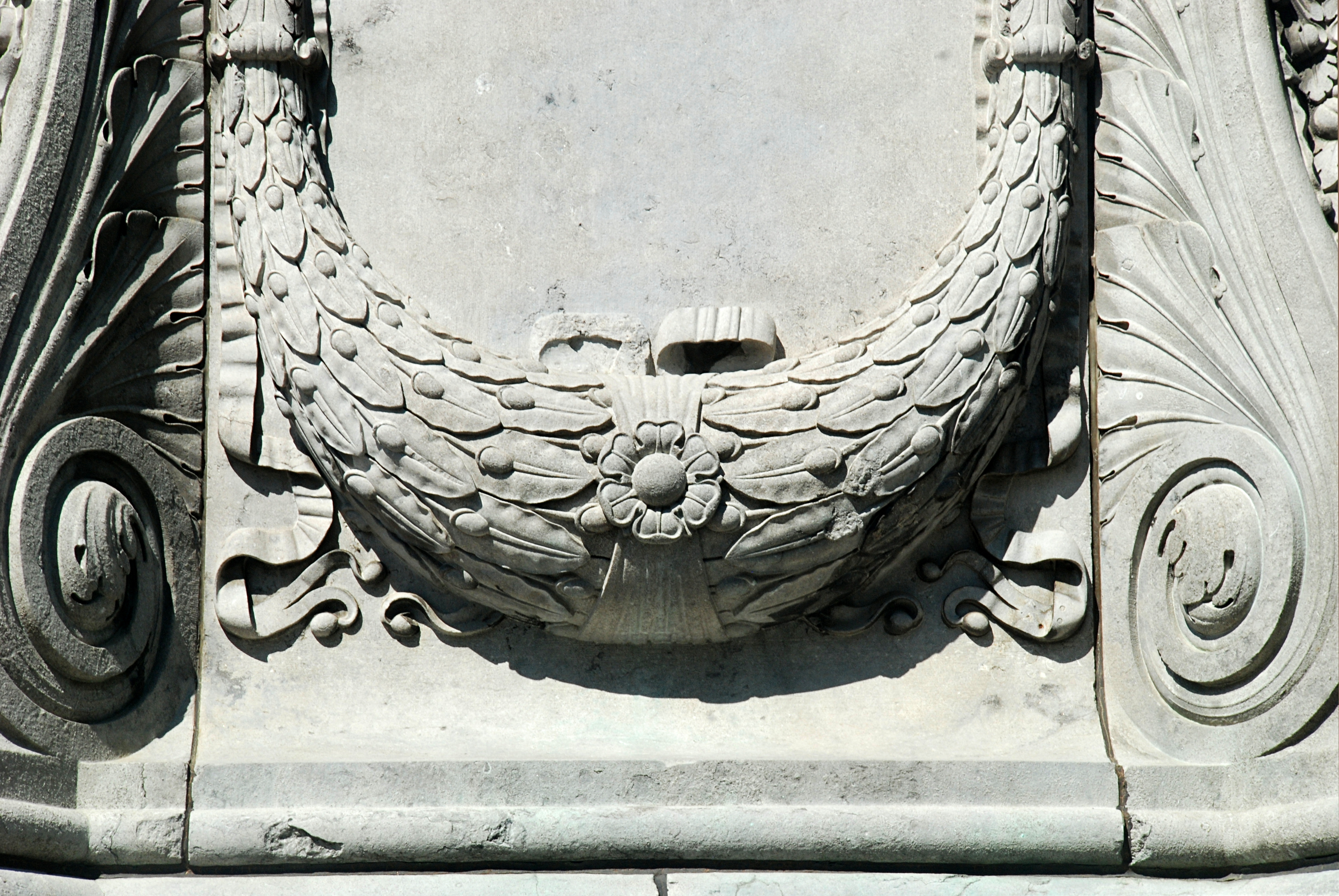

### La seconde statue (Jehotte, 1848)
L'érection d'une nouvelle statue fut décrétée par arrêté royal du 30 mai 1835.
La nouvelle statue fut réalisée par le sculpteur Louis Jehotte et inaugurée le 25 novembre 1848.
Jehotte s'est servi, pour modeler la tête du prince, du masque qui a été moulé sur son visage après sa mort, survenue au château de Tervueren le 4 juillet 1780.
Installée initialement au centre de la place du Musée, cette statue fut reléguée dans un coin de la place lorsque fut creusé dans les années 1970 le puits de lumière du Musée royal d'Art moderne à Bruxelles, section des Musées royaux des Beaux-Arts de Belgique.

## Description
Le monument, érigé au centre d'un petit square situé à l'angle nord-est de la place du Musée, est constitué d'un piédestal en pierre bleue portant une statue en bronze de Charles de Lorraine.
La statue en bronze représente Charles de Lorraine en tenue de maréchal, portant le collier de l'Ordre de la Toison d'or et la croix de l'Ordre Teutonique, ainsi qu'un pendentif figurant la tête de Méduse (ou masque de Gorgone).
La semelle de la statue de bronze porte la signature de Louis Jehotte sur la face avant.
La statue repose sur un imposant piédestal en pierre bleue porté par un socle octogonal chanfreiné. Le piédestal, d'une esthétique plus éclectique que néo-classique, est orné sur chaque face d'une guirlande de laurier et, aux angles, de volutes agrémentées de feuilles d'acanthe et de guirlandes de fruits.

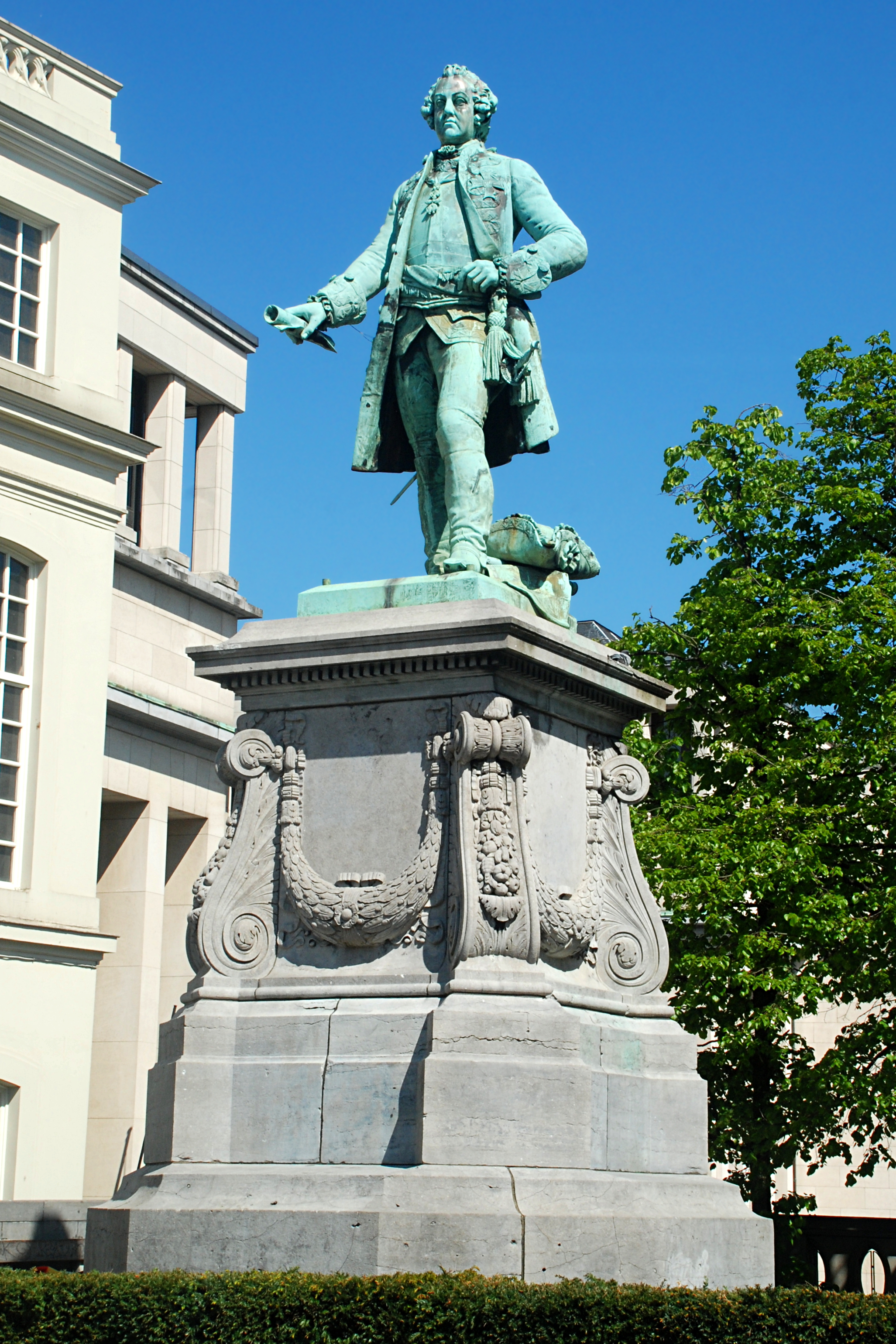
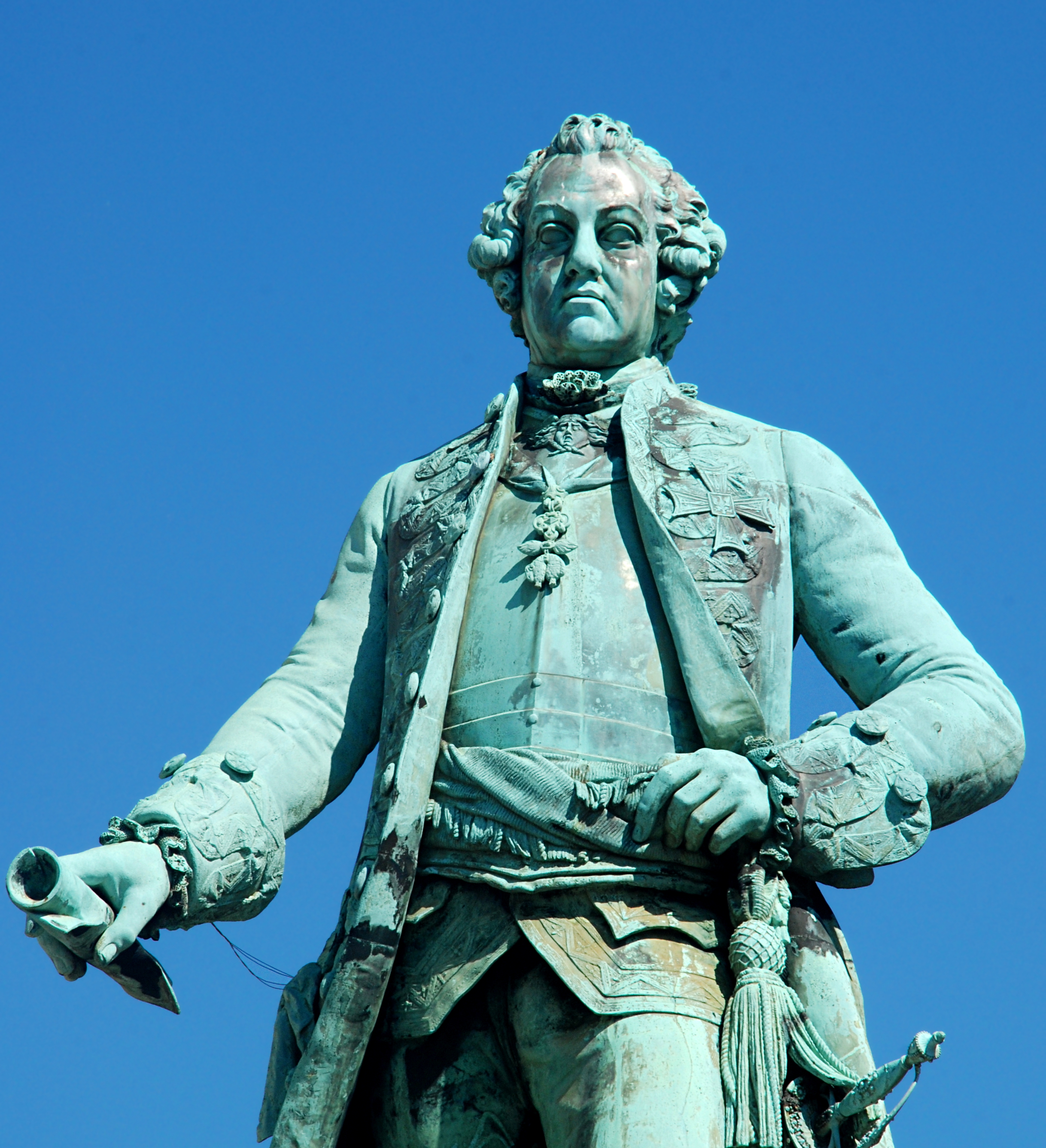
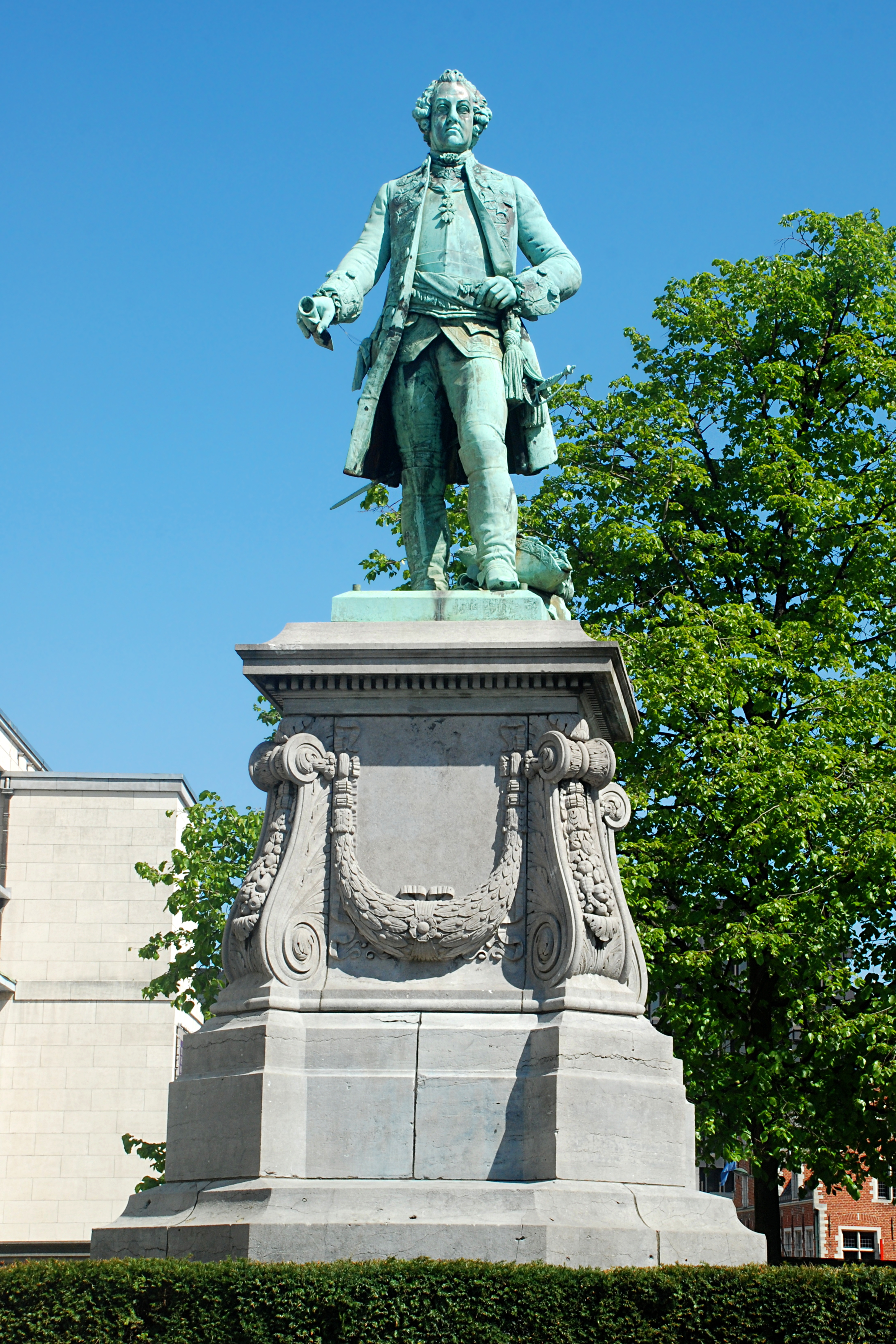
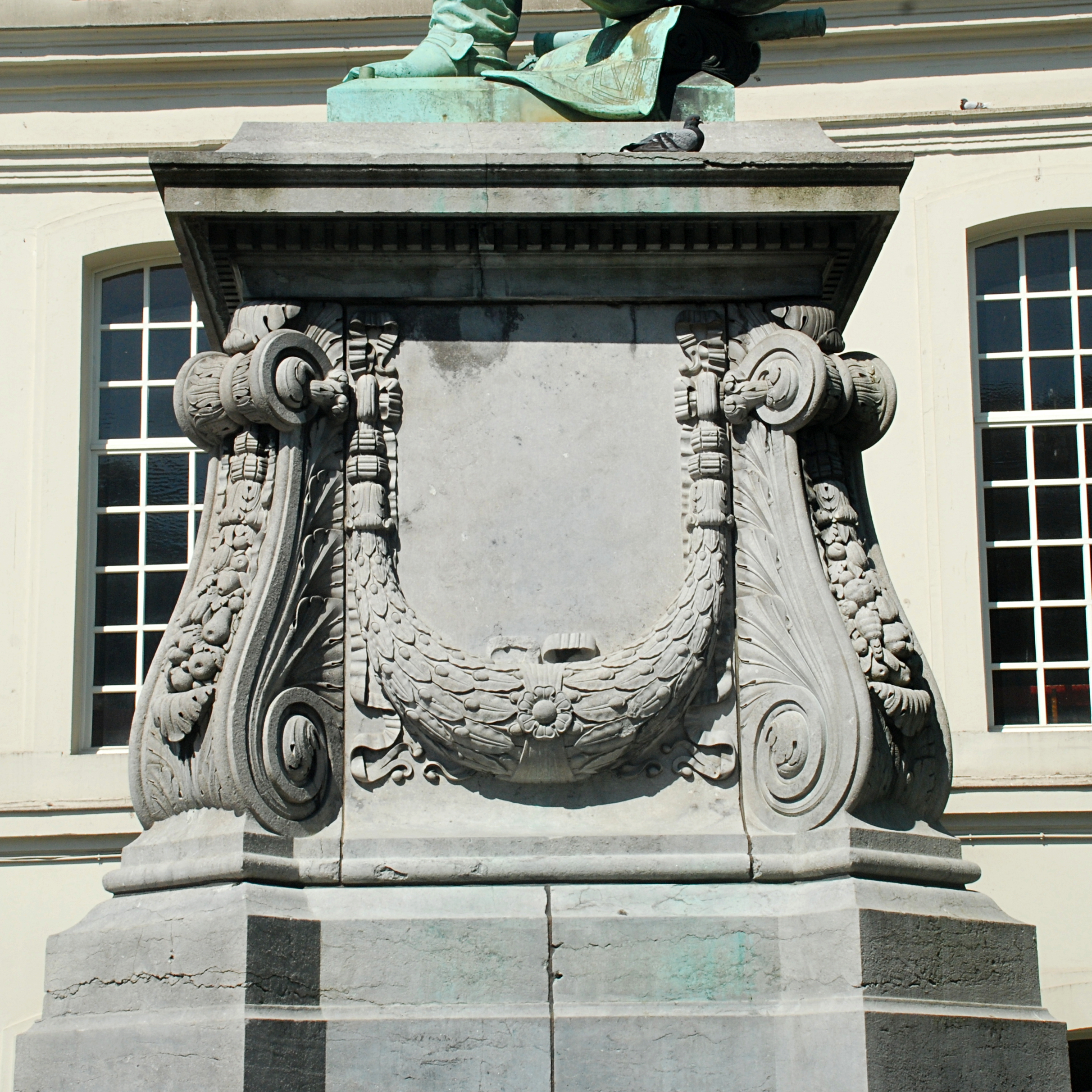

## Accessibilité
| ___ | Ce site est desservi par les stations de métro : Parc et Gare Centrale. |